# Tanya Hansen
Tanya Hansen (* 11. September 1973 in Jessheim) ist eine norwegische Pornodarstellerin.

## Leben und Wirken
Tanya Hansen wuchs in Norwegen auf und sammelte im Alter von 18 Jahren erste Erfahrungen als Model für Bademoden. Bald darauf wurde sie als Stripperin tätig und trat in vielen Städten Skandinaviens auf. Im Jahr 1997 wurde sie von Joe D’Amato entdeckt, der den ersten Hardcore-Film mit ihr drehte.
Inzwischen produziert Tanya Hansen eigene Hardcore-Filme (Tanya Hansen Productions).  Sie ist für den weltweiten Vertrieb des Hardcore-Magazins Babes verantwortlich und ist Editor des norwegischen Erotik-Magazins Cocktail. Ihre Fotos erschienen weltweit in zahlreichen Hochglanzmagazinen (Hustler Busty Beauties, Cheri, High Society, Gents etc.).
Heute lebt Tanya Hansen abwechselnd in Norwegen und Spanien.

## Auszeichnungen
- 2003: Venus Award als Beste Darstellerin Skandinavien